# ستانلي آدامز (ملحن)
ستانلي آدامز (بالإنجليزية: Stanley Adams)‏ هو ملحن وكاتب أغاني وشاعر أمريكي، ولد في 14 أغسطس 1907 في مانهاتن في الولايات المتحدة، وتوفي في 27 يناير 1994 في لونغ آيلند في الولايات المتحدة بسبب سرطان.

## وصلات خارجية
- ستانلي آدامز على موقع IMDb (الإنجليزية)
- ستانلي آدامز على موقع ميوزك برينز (الإنجليزية)
- ستانلي آدامز على موقع قاعدة بيانات برودواي على الإنترنت (الإنجليزية)
- ستانلي آدامز على موقع ديسكوغز (الإنجليزية)